# Озеров, Виталий Михайлович
Виталий Михайлович О́зеров (9 (22) марта 1917, Кисловодск — 10 февраля 2007, Москва) — советский литературовед и литературный критик; доктор филологических наук, лауреат Государственной премии СССР (1981).

## Биография
Окончил Московский институт философии, литературы и истории (МИФЛИ) в 1940 г., в том же году начал печататься и вступил в ВКП(б). Во время войны был корреспондентом корпусной газеты «За храбрость», секретарем Военного совета ПВО СССР, начальником отдела политуправления Западного фронта. Об этом периоде он писал позднее: "К Великой Отечественной войне я пришел с патриотической взволнованностью и готовностью посвятить себя защите Отечества, а как же иначе. Был сотрудником газеты «За храбрость», писал о войсках ПВО, был ранен в Сталинградской битве в августе 1942-го. Годы войны сформировали не просто майора Озерова, инвалида войны, но человека, познавшего существо мужества и долга.
После войны окончил Академию общественных наук при ЦК КПСС. Работал заместителем главного редактора газеты «Правда», о чём писал следующим образом: «Моральный долг направлял меня и после Победы. Работая в отделе критики и библиографии „Правды“, я испытал всю силу давления по предписаниям сверху, хотя все же как редактор многотиражки „Правдист“ помогал укрепить позиции достойных, самостоятельно мыслящих журналистов».
 
Крупный литературный функционер, организатор литературной жизни в СССР. «…С августа 1953-го до декабря 1955-го я пребывал на посту, для которого словно был рожден. По представлению Константина Симонова меня назначили заместителем главного редактора „Литературной газеты“. Руководство „ЛГ“ во многом благодаря Б. Рюрикову сумело, несмотря на противодействие партийных чиновников, добиться для „Литературки“ чего-то вроде особого положения: она считалась „внецензурной“ газетой, чем руководство могло гордиться перед зарубежьем. Избавление от ежедневного надзирательства агитпропа ЦК КПСС дало газете возможность печатать актуальные материалы, критиковать явный произвол».
В 1955—1958 годах — ректор Литературного института имени А. М. Горького. В апреле 1959—1978 годах — главный редактор журнала «Вопросы литературы». С 1967 года — секретарь Правления Союза писателей СССР. В 1970 году защитил докторскую диссертацию «А. А. Фадеев и проблемы литературного развития его времени» (в двух томах). В 1973 году подписал письмо группы советских писателей о Солженицыне и Сахарове.
Наиболее значительным этапом руководящей деятельности Озерова стали годы, когда он руководил редакцией журнала «Вопросы литературы». По его признанию, «Литературка» в значительной мере подготовила меня к руководству журналом «Вопросы литературы», которое стало главным делом моей жизни. Недаром говорили: «Интеллигентный человек должен выписывать три журнала — „Новый мир“, „Иностранную литературу“ и „Вопросы литературы“ („Вопли“, как называли друзья это литературно-критическое издание)».
Жена — Мария Озерова (1920—2003), заведующая отделом прозы редакции журнала «Юность» в 1960-х годах. Сын Михаил (1944—2022) — журналист-международник.
Награждён 7 орденами, в том числе орденом Ленина, а также медалями и болгарским орденом Кирилла и Мефодия Лауреат Государственной премии СССР (1981) и премии им. Н. А. Добролюбова АН СССР (1977).
Умер в 2007 году. Похоронен на Ваганьковском кладбище.

## Оценки деятельности
Ответственный секретарь редакции Евгения Кацева свидетельствовала: «На смену А. Г. Дементьеву пришел Виталий Михайлович Озеров. Не знаю, насколько глубокий след оставят в истории литературы его книги об образе коммуниста в советской словесности, но исследователи творчества Фадеева не пройдут мимо озеровской книги о нём — в ней впервые были честно описаны обстоятельства его самоубийства. Организатор Озеров был отменный, да и возможности у него как у секретаря Союза писателей были немалые».
«Виталий Михайлович Озеров — писатель и критик насквозь партийный, но человек очень порядочный».
Зиновию Паперному приписывается эпиграмма: «Наверно, критик Озеров Рожден от двух бульдозеров. Где карандаш его пройдет, Там ни былинки не растет».

## Творчество
Автор 18 книг и более 400 статей в периодике. В сочинениях по литературным вопросам — проводник официальной линии в литературной жизни. Давал характеристику «наиболее актуальных вопросов социалистического реализма», критиковал выступления противников этого метода, разоблачал «враждебные эстетические концепции, коварные методы „советологов“ и их приспешников». Декларировал, что последовательное осуществление метода социалистического реализма — генеральный путь развития прогрессивного, демократического искусства и литературы. Дал описание литературного процесса в СССР в этом ключе, вписывая в парадигму официального метода произведения М. Горького, В. Маяковского, М. Шолохова, А. Толстого, А. Фадеева, Л. Леонова, К. Федина и др. В отмеченной Государственной премией СССР (1981) книге «Коммунист наших дней в жизни и литературе» делился, как сказано в аннотации «своими размышлениями о духовном облике, героических делах коммуниста», прослеживал, как этот образ советского искусства воссоздавался в советской литературе с первых её шагов. Пытался вписать в контекст метода соцреализма литераторов других стран, портретируя зарубежных писателей Франции, Испании, Латинской Америки, Японии, Африки, Монголии, Индии, Республики Шри Ланка. В книге «Тревоги мира и сердце писателя» «в центре его внимания — борьба за мир, за реализацию Хельсинкских соглашений, которую вели и ведут такие крупнейшие мастера слова, как Н. Тихонов, М. Шолохов, К. Федин, Г. Марков, М. Турсун-заде, Ю. Бондарев, К. Яшен, Микола Бажан, А. Сурков, Б. Полевой и другие».

## Основные работы
Книги
- Проблема типичности в советской литературе. М.: Знание, 1953;
- Д. А. Фурманов, М., 1953;
- Некоторые вопросы социалистического реализма. М.: Знание, 1958;
- На путях социалистического реализма, М., 1958;
- Образ коммуниста в современной литературе. М., 1959
  - Коммунист наших дней в жизни и литературе. — Изд. 2-е. — М.: Художественная литература, 1978
  - Коммунист наших дней в жизни и литературе: литературно-критические и публицистические очерки. — Изд. 4-е, дополненное. — М.: Художественная литература, 1984;
- Александр Фадеев. Творческий путь. 2-е изд. 1964
  - 3-е изд., М., 1970;
- Новое в жизни, новое в литературе, М., 1964;
- Полвека советской литературы, М., 1967;
- Литературно-художественная критика и современность, М., 1972;
- Тревоги мира и сердце писателя, М., 1973;
  - 2-е изд. 1979;
- Революцией мобилизованная и призванная: советская литература: 60 лет по ленинскому пути. — М.: Современник, 1977;
- Избранные работы: в 2 т. Т. 1: Коммунист наших дней в жизни и литературе; Тревоги мира и сердце писателя. — М.: Художественная литература, 1980. Т. 2: Александр Фадеев: творческий путь. М.: Художественная литература, 1980;
- Современники и предшественники: литературно-критические очерки. — М.: Советский писатель, 1983.

Статьи
- Широта и целеустремленность (критические заметки) // «Вопросы литературы», 1965, № 6